# Deutsche Reichs-Zeitung
Die Deutsche Reichs-Zeitung erschien in der Nachfolge der Deutschen National-Zeitung aus Braunschweig und Hannover vom 1. Juli 1848 bis zum 2. August 1866 in Braunschweig und wurde von Eduard Vieweg herausgegeben und verlegt.
Karl Andree war Redakteur. 1849 hatte das Blatt, das sich selbst als „großdeutsch“, „liberal“ und später „welfisch“ bezeichnete, 1750 Abonnenten. Die letzte Ausgabe erschien kurz nach Ausbruch des Deutschen Krieges am 2. August 1866 mit dem Hinweis: „Erscheinen wegen des Krieges und der allgemeinen politischen Lage eingestellt.“.